# Paula Nielsen
Paula Sofia Nielsen, ursprungligen Inczèdy-Gombos, född 4 december 1967 i Sofia församling i Stockholm, är en svensk vokalist, producent samt låtskrivare. Hon är dotter till fotografen Adam Inczèdy-Gombos och skådespelaren Monica Nielsen samt yngre syster till Petra Nielsen.

## Filmografi
- 1980 - Den ljuva tiden